# Brachyloma
Genre
Classification phylogénétique
Brachyloma est un genre de plantes à fleurs de la famille des Ericaceae. Ce genre est endémique en Australie.

## Liste d'espèces
Selon NCBI (8 sept. 2019) :
- Brachyloma ciliatum (R.Br.) Benth.
- Brachyloma concolor (F.Muell.) Benth.
- Brachyloma daphnoides (Sm.) Benth.
- Brachyloma delbi Cranfield
- Brachyloma depressum (F.Muell.) Benth.
- Brachyloma ericoides (Schltdl.) Sond.
- Brachyloma mogin Cranfield
- Brachyloma nguba Cranfield
- Brachyloma preissii Sond.
- Brachyloma saxicola J.T.Hunter
- Brachyloma scortechinii F.Muell.